# 立体选择性
立体选择性，立体化学术语。 当一个反应生成A, B两个立体异构体，而A产量比B多的时候称相应的反应具有立体选择性。典型的立体选择性反应，比如有维蒂希反应，Horner-Wadsworth-Emmons反应，羟醛反应等等。